# David Danzmayr
David Danzmayr (* 1980 in Österreich) ist ein österreichischer Dirigent. Er ist Chefdirigent des Oregon Symphony Orchestra und Chefdirigent des ProMusica Chamber Orchestra in Columbus, Ohio.

## Leben
Er studierte an der Universität Mozarteum in Salzburg und an der Sibelius-Akademie in Helsinki. Sein Studium schloss er im Jahr 2005 mit höchster Auszeichnung ab. Während des Studiums war er Dirigierstipendiat des Gustav Mahler Jugendorchesters unter Claudio Abbado und Pierre Boulez. Er wurde im Juni 2006 musikalischer Leiter des von Reinhard Febel gegründeten Ensemble Acrobat und war ab Dezember 2009 Gastdirigent des Australian International Symphony Orchestra Institute (AISOI).
Danzmayr war drei Jahre lang Assistenzdirigent des Royal Scottish National Orchestra und dirigierte das Orchester in mehr als 70 Konzerten in allen führenden Konzerthallen in Schottland. Als Gastdirigent dirigierte Danzmayr bereits das Mozarteumorchester Salzburg und das Philharmonische Orchester der Stadt Heidelberg. Er assistierte bereits Dirigenten wie Neeme Järvi, Sir Andrew Davis und Pierre Boulez.
Danzmayr dirigierte 2012 das Eröffnungskonzert des Wörthersee Classics Festivals.
Von 2012 bis 2016 war er Musikdirektor des Illinois Philharmonic Orchestra.
Seit 2013 ist er Chefdirigent des ProMusica Chamber Orchestra in Columbus, Ohio. Außerdem war er von 2016 bis 2019 Chefdirigent der Zagreber Philharmonie. Seit 2021 ist er zusätzlich Chefdirigent des Oregon Symphony Orchestra.

## Auszeichnungen
Im Jahr 2005 nahm Danzmayr an dem alle drei Jahre stattfindenden Nikolai-Malko-Wettbewerb teil und gewann den Talentpreis. 2012 nahm Danzmayr erneut am Nikolai-Malko-Wettbewerb teil und wurde Vierter. Der vierte Preis ist mit 4.000 € ausgezeichnet. Er war der einzige europäische Dirigent, der das Finale des Chicago Symphony Orchestra Sir Georg Solti Wettbewerbs erreichte. Er wurde mit der Bernhard Paumgartner Medaille von der Internationalen Stiftung Mozarteum ausgezeichnet. 2013 gewann er den 2. Preis beim Internationalen Gustav-Mahler-Dirigentenwettbewerb der Bamberger Symphoniker.